# Fascia da braccio "Curlandia"
La fascia da braccio "Curlandia" (in tedesco Ärmelband "Kurland") fu una decorazione militare del Terzo Reich, concessa ai militari tedeschi bloccati nella sacca di Curlandia da ottobre del 1944 fino alla fine della guerra.

## Inquadramento storico
A seguito delle grandi offensive sovietiche dell'estate del 1944, la Wehrmacht subì una grave sconfitta in Bielorussia che provocò il collasso del Gruppo d'armate Centro e la conseguente minaccia di accerchiamento del Gruppo d'armate Nord schierato nei Paesi Baltici. Fra il 14 settembre e il 24 novembre, i sovietici - forti di oltre 1,5 milioni di uomini e 3.000 mezzi corazzati - s'incunearono nel varco tra i due gruppi d'armate e riuscirono a raggiungere il Mar Baltico nei pressi di Memel, isolando il Gruppo d'armate Nord. Fu così che 33 divisioni tedesche - alle quali Hitler personalmente aveva categoricamente ordinato di non ritirarsi - a partire da ottobre 1944 rimasero imbottigliate nella sacca di Curlandia. Rinominate Heeresgruppe Kurland, furono ingaggiate in sei dure battaglie difensive fino a quando l'8 maggio 1945 ricevettero dal nuovo Reichspräsident, ammiraglio Karl Dönitz, l'ordine di resa.
Circa 190.000 soldati tedeschi si arresero alle forze sovietiche che, nei ripetuti tentativi di distruggere le truppe nemiche isolate, avevano subito forti perdite di uomini e di materiali. Oltre 14.000 tedeschi - in prevalenza volontari lettoni, estoni e lituani, molti delle Waffen SS - raggiunsero i resistenti anticomunisti nei boschi, contribuendo a creare quel vasto movimento resistenziale noto come fratelli della foresta, che per anni si oppose alle autorità sovietiche.

## Il conferimento della fascia
A gennaio del 1945 per un breve periodo il comando dell'Heeresgruppe Kurland fu assegnato al Generaloberst Heinrich von Vietinghoff, che alla luce della situazione e degli sforzi compiuti dalle sue truppe contro gli assalti sovietici richiese alla cancelleria del Reich l'istituzione di uno speciale distintivo di campagna. La richiesta venne accolta da Adolf Hitler, che il 12 marzo 1945 acconsentì all'istituzione della fascia da braccio "Curlandia", ufficialmente riconosciuta il 18 marzo successivo. La fascia da braccio "Curlandia" di conseguenza risulta essere la quarta e ultima decorazione di campagna di questo tipo istituita dai tedeschi nel corso della seconda guerra mondiale.
Tutti i militari combattenti in Curlandia - a qualsiasi branca della Wehrmacht o delle Waffen SS appartenessero - furono potenzialmente decorabili colla fascia, a condizione che avessero combattuto contro i sovietici per almeno tre mesi ininterrottamente in quel teatro operativo (a partire dal 20 aprile 1944), o fossero stati feriti nel corso delle operazioni, o infine avessero preso parte ad almeno tre delle sei battaglie difensive nella sacca.
A causa della pesante situazione sul campo, la fascia fu prodotta sia localmente in alcune piccole manifatture interne alla sacca, sia in Germania e poi spedita in Curlandia via aereo o nave: ciò fece sì che lo stile del manufatto risultasse assai diverso a seconda del metodo costruttivo prescelto. Il limitato periodo di conferimento, unitamente alle difficoltà materiali di produzione e consegna, hanno reso nel tempo la fascia da braccio "Curlandia" abbastanza rara, e pochissime risultano le fotografie originali dell'epoca di militari tedeschi che la indossano. I prezzi elevati ne hanno favorito la falsificazione, ma in anni più recenti sono state individuate delle caratteristiche tecniche che - in mancanza di un'attribuzione più che certa dovuta a foto o documenti indiscutibili - hanno definito un certo standard per una certificazione di autenticità.
La fascia da braccio "Curlandia" iniziò ad essere conferita dai primi di aprile del 1945 e la distribuzione andò avanti fino agli ultimi giorni di guerra, purtuttavia solo una piccola parte dei combattenti nella sacca la ricevette.

## Descrizione

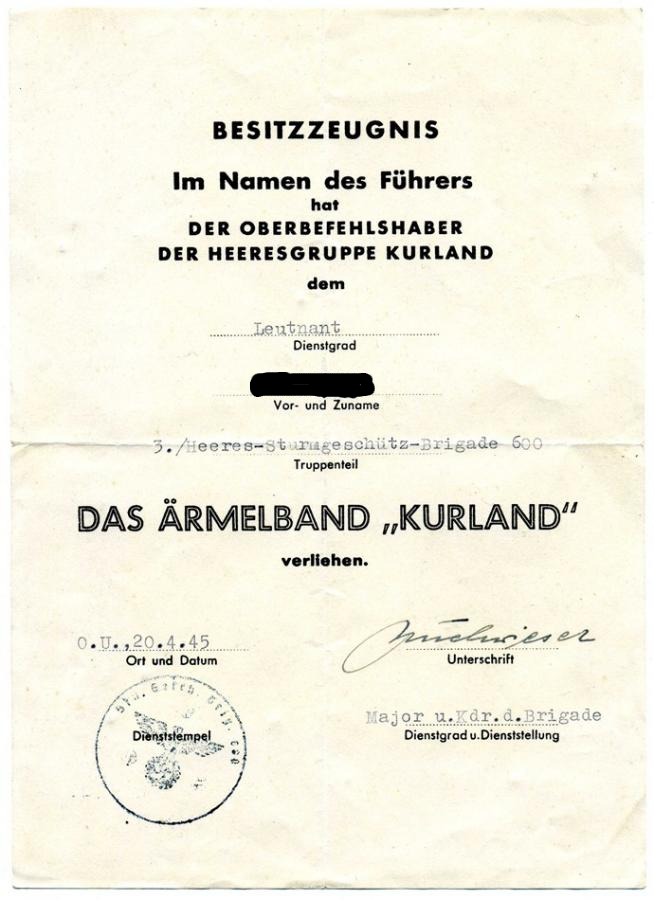
Il raro diploma di conferimento della fascia da braccio "Curlandia"

La decorazione si presenta come una striscia in stoffa dell'altezza di circa 38/40 mm; la sua lunghezza varia a seconda del produttore: in genere però è notevolmente più corta delle altre fasce da braccio tedesche, e la sua lavorazione risulta assai meno raffinata, alle volte con rifiniture fatte a mano. La base - di colore variabile dall'ocra pallido al grigio-argento - risultò un compromesso rispetto alle intenzioni originali: si ritiene infatti che la tela dovesse esser costituita da un tessuto contenente una certa percentuale di filato di alluminio. Lungo la parte superiore ed inferiore del manufatto corre un doppio bordo nero puntinato all'interno. Al centro della fascia è filata in caratteri capitali latini la parola KURLAND, preceduta a sinistra dallo scudo del Gran Maestro dell'Ordine Teutonico (presentante all'interno una Croce del Baltico) e seguita a destra dallo stemma della città di Mitau (Jelgava, in Lettonia), la principale località della Curlandia.
La fascia venne alle volte consegnata assieme ad un diploma. Oggi questo tipo di documento nel mondo del collezionismo è estremamente raro e ricercato.